# Oksazolidynony

Budowa 1,3-oksazolidyn-2-onu, wspólnego elementu strukturalnego leków oksazolidynonowych

Oksazolidynony – grupa wielofunkcyjnych organicznych związków chemicznych, zawierających szkielet 1,3-oksazolidyn-2-onu. Wiele z nich wykazuje działanie bakteriostatyczne.

## Historia
1,3-Oksazolidyn-2-on został opisany po raz pierwszy pod koniec XIX w., natomiast aktywne biologiczne oksazolidynony zostały otrzymane w 1978 roku podczas badań prowadzonych w firmie DuPont, jednak ich działanie bakteriostatyczne zostało odkryte dopiero w 1987 roku. W 2000 roku na rynek farmaceutyczny został wprowadzony pierwszy lek tej grupy, linezolid, a drugim, i jak do tej pory (2019) ostatnim, był tedyzolid wprowadzony w 2014 roku.

## Oksazolidynony
| Nazwa farmaceutyczna | Wzór chemiczny | Nazwa preparatu oryginalnego | Leki generyczne |
| -------------------- | -------------- | ---------------------------- | --------------- |
| linezolid            |                | Zyvoxid                      | Tak             |
| tedyzolid            |                | Sivextro                     | Nie             |

| Nazwa farmaceutyczna | Wzór chemiczny | Inne nazwy             | Faza badań klinicznych |
| -------------------- | -------------- | ---------------------- | ---------------------- |
| delpazolid           |                | LCB01-0371             | II                     |
| kadazolid            |                | ACT-179811             | III                    |
| kontezolid           |                | MRX-I                  | III                    |
| posyzolid            |                | AZD2563 AZD5847        | II                     |
| radezolid            |                | Rx-01_667 RX-1741      | II                     |
| sutezolid            |                | PNU-100480 PF-02341272 | II                     |

## Mechanizm działania
Oksazolidynony wiążą się z centrum transferazy peptydylowej podjednostki 50S rybosomu w kieszeni odpowiadającej funkcjonalnemu miejscu aminoacylowym (A), zasłaniając resztę aminoacylową tRNA związaną z miejscem A. Oksazolidynony stabilizują również konformację urydyny 2585 w podjednostce 23S rRNA. Powoduje to zakłócanie prawidłowego pozycjonowania tRNA na rybosomie, zwiększenie częstotliwość zmiany ramki odczytu oraz nonsensownej supresji translacji. Ostatecznym efektem jest uniemożliwienie powstania kompleksu inicjacyjnego fMet-tRNA.

## Zastosowanie
Oksazolidynony są w pierwszym rzędzie stosowane w leczeniu zakażeń wywołanych przez wielooporne bakterie Gram-dodatnie, takie jak metycylinooporne gronkowce (MRSA), wankomycynooporne enterokoki (VRE) oraz penicylinooporne pneumokoki (PRP). Linezolid znajduje również zastosowanie w leczeniu gruźlicy wielolekoopornej (MDR-TB).

## Zarejestrowane wskazania
- szpitalne zapalenie płuc w którym znanym lub podejrzewanym czynnikiem chorobotwórczym są bakterie Gram-dodatnie[3]
- pozaszpitalne zapalenie płuc w którym znanym lub podejrzewanym czynnikiem chorobotwórczym są bakterie Gram-dodatnie[3]
- powikłane zakażenia skóry i tkanek miękkich wyłącznie wtedy, kiedy wyniki badań mikrobiologicznych wykazały, że zakażenie zostało wywołane przez wrażliwe bakterie Gram-dodatnie[3]
- ostre zakażenia bakteryjne skóry i tkanek miękkich (ABSSSI)[4]

## Oporność
Pierwszym mechanizmem oporności na linezolid jest zmniejszenie powinowactwa miejsca wiązania do leku spowodowane mutacją G2576U lub rzadziej T2500A domeny V 23S rRNA.  Wystąpienie tych mutacji może być powodowane ekspozycją na antybiotyk powyżej 28 dni. Drugim mechanizmem jest oporność związana z obecnością genu cfr (ang. chloramfenicol-florfenicol resistance), którego produktem jest metylotransferaza odpowiedzialna za metylację
23S rRNA w pozycji A2503. Gen cfr jest znajdywany w transpozonach i plazmidach szczepów w wielu różnych lokalizacjach na świecie, co może świadczyć o jego łatwym się rozprzestrzenianiu.